# Slam Dunk
Slam Dunk (jap. スラム ダンク Suramu danku) – manga autorstwa Takehiko Inoue, publikowana na łamach magazynu „Shūkan Shōnen Jump” wydawnictwa Shūeisha od października 1990 do czerwca 1996. Całość zamyka się w 31 tomach. Historia opowiada o drodze do mistrzostw, jaką przechodzi drużyna koszykarska z Liceum Shohoku.
Na podstawie mangi studio Toei Animation stworzyło telewizyjny serial anime, który emitowano od października 1993 do marca 1996. Oprócz tego powstało pięść samodzielnych filmów anime. Najnowszy z nich, zatytułowany The First Slam Dunk, premierę miał w grudniu 2022.
Do 2024 roku seria rozeszła się w nakładzie ponad 185 milionów egzemplarzy, co czyni ją jedną z najlepiej sprzedających się mang w historii. W 1994 roku otrzymała 40. nagrodę Shōgakukan Manga w kategorii shōnen. W Japonii Slam Dunk uznawany jest za jedną z najlepszych mang sportowych wszech czasów i bywa wymieniany jako jeden z czynników, które przyczyniły się do popularyzacji koszykówki wśród japońskiej młodzieży w latach 90. W 2010 roku Inoue otrzymał specjalne wyróżnienie od Japońskiego Stowarzyszenia Koszykówki za pomoc w popularyzacji tego sportu w Japonii.

## Fabuła
Głównym bohaterem jest Sakuragi Hanamichi – postawny chłopak wykorzystujący swoją siłę do zdobycia posłuchu i popularności. Jest również przywódcą gangu (składającego się z zaledwie kilku kumpli – klakierów i nieudaczników). Pomimo swojej siły i wzrostu jest bardzo nieśmiały w obliczu dziewcząt. Łatwo się zakochuje, lecz jego oświadczyny zawsze są odrzucane.
Po rozpoczęciu nauki w Liceum Shohoku stara się od razu uzyskać respekt, nie waha się więc zaczepiać nawet uczniów ze starszych klas. Przypadkiem trafia na młodą dziewczynę, Haruko Akagi, w której zakochuje się od pierwszego wejrzenia. Tym razem jego miłość nie kończy się od razu – dziewczyna okazuje mu zainteresowanie. Jednak jest to zainteresowanie wywołane jedynie jego potencjałem sportowca. Haruko jest bowiem młodszą siostrą kapitana drużyny koszykarskiej Liceum Shohoku, i widzi w Hanamichim osobę, która mogłaby drużynie pomóc w wygraniu mistrzostw. Sakuragi, przekonany o swoim talencie, podchodzi do pomysłu bardzo entuzjastycznie i stara się pokazać, co potrafi. Niestety, brakuje mu umiejętności (przy próbie wykonania tytułowego slam dunka trafia głową w tablicę), lecz mimo to trafia do drużyny i zaczyna trenować. W jego mniemaniu największym jego rywalem jest Rukawa Kaede grający w tej samej drużynie – świetny gracz i bożyszcze dziewcząt, w którym zakochana jest również Haruko. To właśnie chęć współzawodnictwa sprawia, że z czasem Sakuragi staje się coraz bardziej wartościowym graczem. Pod okiem kapitana Takenori Akagi, trenera Anzai i menedżerki Ayako uzyskuje coraz to nowe umiejętności.

## Produkcja

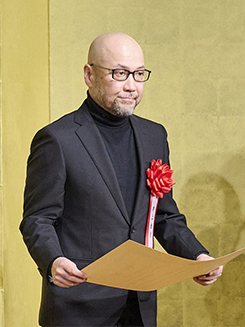
Inspiracją autora do stworzenia mangi Slam Dunk były lata spędzone w liceum

Takehiko Inoue został zainspirowany do stworzenia mangi Slam Dunk przez swoją miłość do koszykówki, którą rozwinął już w czasie liceum. Po rozpoczęciu pracy nad serią, był zaskoczony, otrzymując listy od czytelników, którzy zaczęli uprawiać ten sport dzięki jego mandze. Jego redaktor powiedział mu, że „koszykówka była tabu na tym świecie”. Pod wpływem tych listów Inoue postanowił, że chce rysować lepsze mecze koszykówki w serii. Chciał ukazać uczucia i myśli, które mogą towarzyszyć sportowcom, gdy wygrywają, przegrywają lub poprawiają swoje umiejętności. Kiedy rozpoczął pracę nad mangą Vagabond, Inoue zauważył, że jego praca nad serią Slam Dunk charakteryzowała się prostszym spojrzeniem na życie, ponieważ skupiała się bardziej na zwycięstwach i sukcesach.
Za pomocą tej serii Inoue chciał sprawić, aby czytelnicy pokochali ten sport. Uważając, że jego sukces jako mangaka w dużej mierze wynikał z koszykówki, Inoue zorganizował stypendium Slam Dunk dla japońskich uczniów, ponieważ chciał oddać coś temu sportowi, zwiększając jego popularność w Japonii. Jednak gdy zapytano go o reakcje czytelników na koszykówkę, Inoue stwierdził, że chociaż Slam Dunk jest technicznie manga o koszykówce, jej fabuła mogłaby być opowiedziana przy użyciu innych sportów, takich jak piłka nożna. Dodał, że rysunki w mandze są bardziej „mangopodobne” w porównaniu do jego nowszych prac, takich jak Real. Jego doświadczenia z koszykówką również miały wpływ na fabułę serii. Jako młody chłopak Inoue zaczął grać w koszykówkę, by stać się popularnym wśród dziewczyn, jednak później rozwinął prawdziwe zainteresowanie tym sportem. To doświadczenie znalazło odzwierciedlenie w postaci Hanamichiego Sakuragiego, który zaczął grać w koszykówkę, aby zaimponować dziewczynie, by potem naprawdę pokochać grę. Inoue odwiedził Finały NBA w Stanach Zjednoczonych oraz Letnie Igrzyska Olimpijskie w Barcelonie w 1992 roku w ramach „badań” na potrzeby mangi.

## Manga
Seria była publikowana w magazynie „Shūkan Shōnen Jump” od 1 października 1990 do 17 czerwca 1996. Jej 276 rozdziałów zostało zebranych w 31 tankōbonach, które wydawane były między 8 lutego 1991 a 3 października 1996 nakładem wydawnictwa Shūeisha pod imprintem Jump Comics. Później manga została opublikowana także 24-tomowej edycji kanzenban, wydawanej od 19 marca 2001 do 2 lutego 2002 pod imprintem Jump Comics Deluxe. 20-tomowa edycja shinsōban została opublikowana między 1 czerwca a 1 września 2018.
| Nr | Data wydania (język japoński) | ISBN (język japoński)  |
| -- | ----------------------------- | ---------------------- |
| 1  | 8 lutego 1991                 | ISBN 978-4-08-871611-4 |
| 2  | 10 czerwca 1991               | ISBN 978-4-08-871612-1 |
| 3  | 10 lipca 1991                 | ISBN 978-4-08-871613-8 |
| 4  | 7 sierpnia 1991               | ISBN 978-4-08-871614-5 |
| 5  | 9 października 1991           | ISBN 978-4-08-871615-2 |
| 6  | 3 grudnia 1991                | ISBN 978-4-08-871616-9 |
| 7  | 10 marca 1992                 | ISBN 978-4-08-871617-6 |
| 8  | 10 czerwca 1992               | ISBN 978-4-08-871618-3 |
| 9  | 4 września 1992               | ISBN 978-4-08-871619-0 |
| 10 | 2 grudnia 1992                | ISBN 978-4-08-871620-6 |
| 11 | 4 lutego 1993                 | ISBN 978-4-08-871621-3 |
| 12 | 2 kwietnia 1993               | ISBN 978-4-08-871622-0 |
| 13 | 4 czerwca 1993                | ISBN 978-4-08-871623-7 |
| 14 | 4 sierpnia 1993               | ISBN 978-4-08-871624-4 |
| 15 | 4 października 1993           | ISBN 978-4-08-871625-1 |
| 16 | 4 grudnia 1993                | ISBN 978-4-08-871626-8 |
| 17 | 4 lutego 1994                 | ISBN 978-4-08-871627-5 |
| 18 | 4 kwietnia 1994               | ISBN 978-4-08-871628-2 |
| 19 | 4 lipca 1994                  | ISBN 978-4-08-871629-9 |
| 20 | 2 września 1994               | ISBN 978-4-08-871630-5 |
| 21 | 4 listopada 1994              | ISBN 978-4-08-871841-5 |
| 22 | 26 grudnia 1994               | ISBN 978-4-08-871842-2 |
| 23 | 3 marca 1995                  | ISBN 978-4-08-871843-9 |
| 24 | 2 czerwca 1995                | ISBN 978-4-08-871844-6 |
| 25 | 4 września 1995               | ISBN 978-4-08-871845-3 |
| 26 | 1 grudnia 1995                | ISBN 978-4-08-871846-0 |
| 27 | 2 lutego 1996                 | ISBN 978-4-08-871847-7 |
| 28 | 4 kwietnia 1996               | ISBN 978-4-08-871848-4 |
| 29 | 4 czerwca 1996                | ISBN 978-4-08-871849-1 |
| 30 | 2 sierpnia 1996               | ISBN 978-4-08-871850-7 |
| 31 | 3 października 1996           | ISBN 978-4-08-871839-2 |

## Anime
Manga została zaadaptowana na telewizyjny serial anime wyprodukowany przez studio Toei Animation. Reżyserem był Nobutaka Nishizawa, scenariusz napisali Nobuaki Kishima i Yoshiyuki Suga, a postacie zaprojektował Masaki Sato. Muzykę do serialu skomponowali Takanobu Masuda (odcinki 1–61) oraz BMF (odcinki 62–101). Seria była emitowana na antenie TV Asahi od 16 października 1993 do 23 marca 1996 i liczyła 101 odcinków.

### Ścieżka dźwiękowa
| Nr             | Odcinki  | Tytuł                                                      | Wykonawca  | Źródło   |
| Czołówka       | Czołówka | Czołówka                                                   | Czołówka   | Czołówka |
| -------------- | -------- | ---------------------------------------------------------- | ---------- | -------- |
| 1              | 1–61     | „Kimi ga suki da to sakebitai” (jap. 君が好きだと叫びたい) | Baad       | [ 47 ]   |
| 2              | 62–101   | „Zettai ni, daremo” (jap. ぜったいに 誰も)                 | Zyyg       | [ 47 ]   |
| Napisy końcowe |          |                                                            |            |          |
| 1              | 1–24     | „Anata dake mitsumeteru” (jap. あなただけ見つめてる)       | Maki Ōguro | [ 47 ]   |
| 2              | 25–49    | „Sekai ga owaru made wa...” (jap. 世界が終るまでは…)       | Wands      | [ 47 ]   |
| 3              | 50–81    | „Kirameku toki ni torawarete” (jap. 煌めく瞬間に捕われて)  | Manish     | [ 47 ]   |
| 4              | 82–101   | „My Friend” (jap. マイ フレンド Mai furendo)               | Zard       | [ 47 ]   |

## Filmy kinowe
W latach 1994–1995 studio Toei Animation wyprodukowało cztery filmy anime, które powstały w czasie, gdy manga i serial telewizyjny były nadal publikowane. Zawierają one w dużej mierze nowy materiał, który jest jedynie wspomniany lub nie pojawia się w mandze.
Pierwszy film, zatytułowany po prostu Slam Dunk, miał premierę 12 marca 1994. Akcja toczy się po treningowym meczu Shohoku z Ryonan (przed drugą połową 20. odcinka) i skupia się na meczu treningowym przeciwko Liceum Takezono. Przed meczem Sakuragi spotyka Yoko Shimurę, dziewczynę, która odrzuciła go w pierwszej scenie serii, oraz Odę, koszykarza, dla którego go porzuciła.
Zenkoku seiha da! Sakuragi Hanamichi (jap. 全国制覇だ! 桜木花道), wydany 9 lipca 1994, to drugi film z serii. Jego akcja rozgrywa się podczas czwartej rundy kwalifikacyjnej Shohoku przeciwko Liceum Tsukubu (w trakcie pierwszej połowy 36. odcinka). Film wprowadza oryginalne postacie, w tym Godaia, starego przyjaciela Akagiego i Kogurego, Rango – ekscentryka zakochanego w Haruko, który kłóci się z Sakuragim, oraz trenera Kawasakiego, byłego ucznia Mitsuyoshiego Anzaia.
Shōhoku saidai no kiki! Moero Sakuragi Hanamichi (jap. 湘北最大の危機! 燃えろ桜木花道) został wydany 4 marca 1995. Akcja filmu rozgrywa się po porażce Shohoku z Kainan i podczas meczu treningowego przeciwko Liceum Ryokufu (w trakcie 61. odcinka).
Hoero basukettoman tamashii!! Hanamichi to Rukawa no atsuki natsu (jap. 吠えろバスケットマン魂!! 花道と流川の熱き夏), wydany 15 lipca 1995, opowiada historię młodszego kolegi Rukawy z gimnazjum, Ichiro Mizusawy, który wkrótce zostanie sparaliżowany i pragnie rozegrać ostatni mecz przeciwko Rukawie (w trakcie pierwszej połowy 62. odcinka).
7 stycznia 2021 autor mangi, Takehiko Inoue, ogłosił na swoim koncie na Twitterze, że seria otrzyma nowy film anime wyprodukowany przez studio Toei Animation, zatytułowany The First Slam Dunk. Inoue pełnił rolę reżysera i scenarzysty filmu, a za projekty postaci odpowiadał Yasuyuki Ebara. Premiera w japońskich kinach miała miejsce 3 grudnia 2022. W Polsce film ukazał się 11 sierpnia 2023.

## Odbiór

### Manga

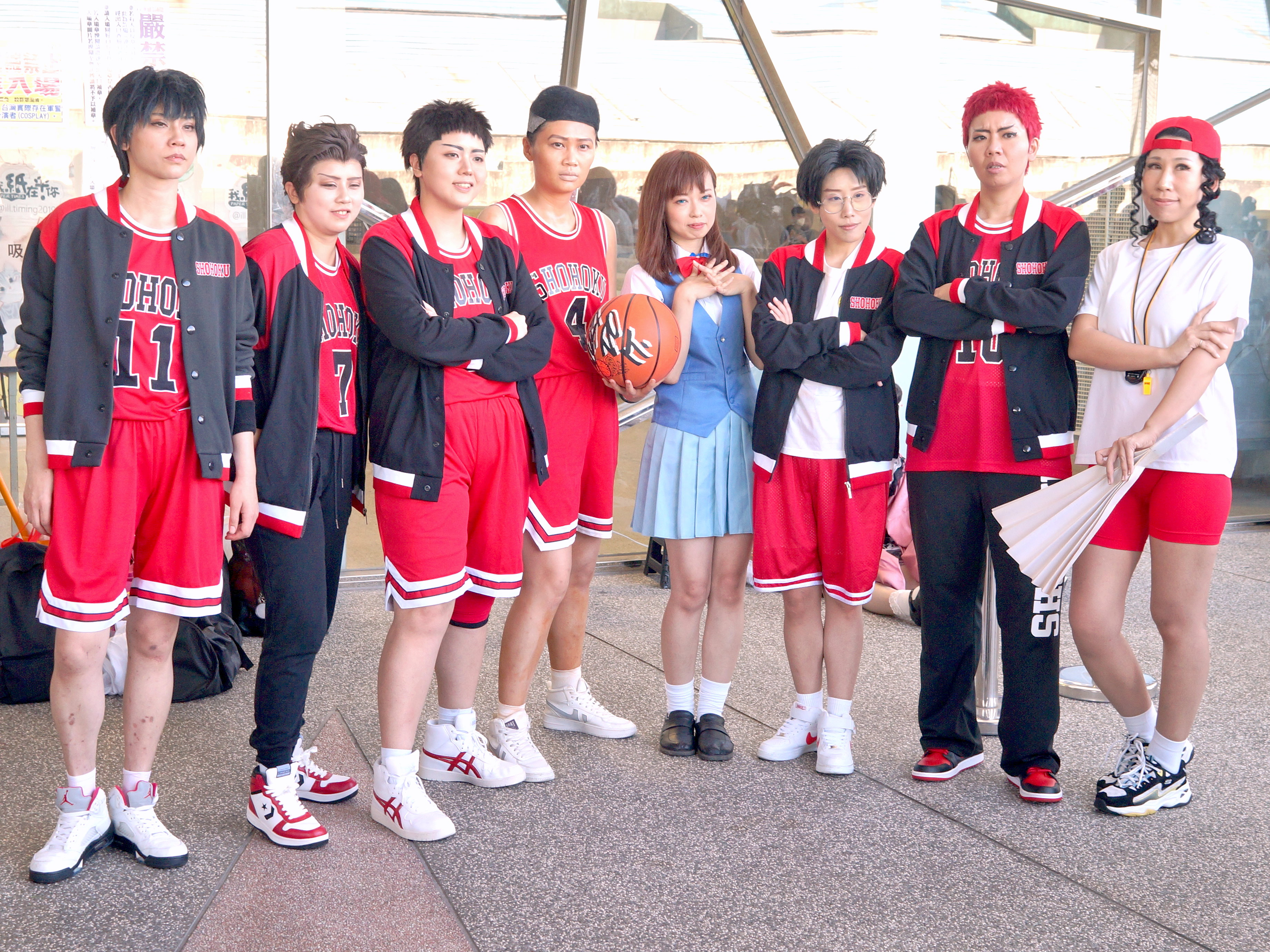
Cosplayerzy postaci z serii

W 1994 roku seria zdobyła 40. nagrodę Shōgakukan Manga w kategorii shōnen. W 2017 roku zajęła drugie miejsce, ustępując jedynie mandze Kingdom, podczas pierwszej edycji rozdania nagród Tsutaya Comic Award w kategorii najlepsza manga wszech czasów. W ankiecie przeprowadzonej wśród blisko 79 000 Japończyków podczas 10. edycji Japan Media Arts Festival w 2006 roku, Slam Dunk został uznany za najlepszą mangę wszech czasów. W ankiecie 100 Najlepszych Dzieł Sztuki przeprowadzonej przez japoński rząd w 2009 roku, w której pytano o ulubione dzieła sztuki publiczności, Slam Dunk zajął pierwsze miejsce w kategorii manga. W ankiecie Oriconu z 2009 roku został również uznany za mangę, którą fani najbardziej chcieliby zobaczyć w formie filmu aktorskiego.
W listopadzie 2014 roku czytelnicy magazynu Da Vinci uznali Slam Dunk za czwartą najlepszą mangę w historii magazynu „Shūkan Shōnen Jump”. W ankiecie Manga Sōsenkyo 2021 zorganizowanej przez stację TV Asahi, w której 150 000 osób głosowało na 100 najlepszych mang, Slam Dunk zajął trzecie miejsce, ustępując jedynie seriom One Piece i Miecz zabójcy demonów – Kimetsu no Yaiba. Francuski dziennik Le Figaro wybrał serię jako jedną z sześciu polecanych mang na Paryskich Targach Książki w 2019 roku.

#### Sprzedaż
| Data         | 2004        | 2012        | 2014        | 2017        | 2024        |
| ------------ | ----------- | ----------- | ----------- | ----------- | ----------- |
| Liczba sztuk | 100 000 000 | 118 000 000 | 121 000 000 | 170 000 000 | 185 000 000 |

#### Opinie
Carlo Santos z Anime News Network napisał, że „dzięki solidnym postaciom, oszałamiającej akcji i klasycznej historii o walce słabszego z silniejszym, Slam Dunk jest tym, do czego wszystkie mangi powinny dążyć: dziełem kompletnym”. Jednak w recenzji pierwszego tomu, jego kolega Carl Kimlinger stwierdził, że manga bardziej przypominała komedię romantyczną niż mangę sportową, ponieważ skupiała się na przedstawieniu grupy postaci. Santos zauważył, że to, co dzieje się poza boiskiem, stanowi prawdziwe serce i duszę mangi, ponieważ każda postać ma swoją historię do opowiedzenia i cel do osiągnięcia, a boisko po prostu zapewnia im scenę, na której mogą „odgrywać te uniwersalne zmagania”. Podobnie Kris Kosaka z The Japan Times napisała, że Slam Dunk nie jest typową historią o sporcie zdominowaną przez heroiczne akcje na boisku, a miłość Inoue do koszykówki jest widoczna na każdej stronie.
Ben Sin ze Sports Illustrated stwierdził, że Slam Dunk jest uwielbiany z wielu powodów, w tym za przezabawną rywalizację między głównym bohaterem a jego kolegą z drużyny, przystojnym gwiazdorem z liczną grupą fanek, oraz „wiele innych postaci i wątki poboczne, które od tego czasu stały się kluczową częścią fabuły mangi”. Sin oświadczył również, że Inoue posiada najlepsze w historii komiksów połączenie poważnej i humorystycznej stylistyki rysunków: „Inoue potrafi narysować oszałamiająco szczegółowy i emocjonalny portret człowieka w jednym panelu, a następnie zupełnie odmienić wyraz twarzy tej samej postaci w następnym”. Kimlinger nazwał Sakuragiego „inspirującym wyborem” na głównego bohatera, ponieważ jest on chuliganem o porywczym temperamencie i zupełnie niewłaściwych motywacjach, ale dodał, że dokonuje on „pozornie niemożliwego” i dzięki humorystycznym scenom udaje mu się zachować równowagę między sympatią a skrajną arogancją. Santos napisał, że choć Sakuragi może nie mieć „oszałamiających, nadludzkich umiejętności”, które zwykle kojarzymy z protagonistami shōnenów, obserwowanie, jak staje się sportowcem i przyzwoitym człowiekiem, jest równie ekscytujące. Mimo że niektóre projekty postaci „szkolnych chuliganów” są dziś uważane za komiczne, Santos uznał, że rysunki są solidne dzięki ich wizualnemu przepływowi i poczuciu ruchu.

### Anime
Adaptacja anime cieszyła się dużą popularnością w Japonii. W ankiecie przeprowadzonej w 2005 roku przez stację TV Asahi, w której udział brały różne grupy wiekowe, Slam Dunk zajął 8. miejsce w rankingu najpopularniejszych anime. W innej ankiecie przeprowadzonej przez tę samą stację, ale opracowanej przez stronę internetową, seria zajęła 10. miejsce. Wydanie na nośnikach DVD i Blu-ray także cieszyło się wysoką sprzedażą, pojawiając się w japońskich rankingach sprzedaży Oriconu.
Filmy anime odniosły znaczące sukcesy w box office. Pierwsze trzy produkcje, wydane w latach 1994–1995, zarobiły w Japonii odpowiednio 2,47 miliarda jenów, 1,9 miliarda jenów oraz 2,16 miliarda jenów, zarabiając łącznie 6,53 miliarda jenów (69,42 miliona dolarów) do 1995 roku. Natomiast film The First Slam Dunk, wydany w 2022 roku, zarobił ponad 281 milionów dolarów na całym świecie do sierpnia 2024, stając się jednym z dziesięciu najbardziej dochodowych filmów anime wszech czasów.